# Ral·li RACE
El Ral·li RACE (oficialment en castellà: Rally RACE), conegut també com a Rally RACE de España, Rally Sol - RACE, Rally RACE - Costa Blanca o simplement Rally de España, fou una prova de ral·li que es va disputar anualment entre el 1953 i el 1986 en diverses ubicacions de l'estat espanyol, principalment a Castella i Lleó amb epicentre a Madrid i a la Costa Blanca amb epicentre a Alacant. Organitzada pel Real Automóvil Club de España (RACE), la prova va arribar a ser puntuable per als Campionats d'Espanya i d'Europa de Ral·lis i durant les dècades del 1970 i 1980 esdevingué un dels referents de l'automobilisme a l'estat.

## Història

### Els inicis
Tal com va passar amb el Ral·li Costa Brava, el Ral·li RACE es va estrenar durant la dècada del 1950, abans i tot del naixement del Campionat d'Espanya de ral·lis. El 1953, coincidint amb el 50è aniversari del RACE, l'entitat va organitzar-ne la primera edició amb el nom de Rallye Nacional de las Bodas de Oro del RACE. Com passava sovint als ral·lis de l'època, s'hi va inscriure vora un centenar de participants, els quals van prendre la sortida des de diverses ciutats (Madrid, Barcelona, Bilbao, València i Sevilla) i van realitzar un recorregut convergent a Burgos, des d'on van continuar junts per Valladolid, Salamanca, Àvila, Segòvia i Navacerrada fins a arribar a Madrid, on van realitzar diverses proves de velocitat, acceleració i frenada. A la prova hi van participar també diversos participants en motocicleta sortits de Barcelona, membres del Reial Moto Club de Catalunya.
La segona edició es va disputar entre el 17 i 19 de desembre 1954. Els participants van sortir de Madrid, Barcelona, Sant Sebastià i València fins a convergir a Saragossa. Després van continuar per Sòria i Logronyo fins a Bilbao, on es va disputar una pujada de muntanya. Tot seguit continuaren fins a Santander, final del recorregut del primer dia. L'endemà es van realitzar proves de frenada i després es va continuar el recorregut per Burgos, Valladolid, Salamanca i Àvila fins a arribar a Madrid. Durant els dos primers dies es varen realitzar trams de regularitat i els vint millors classificats van realitzar una prova final de velocitat i regularitat en circuit a Madrid.

### Dècada de 1970
El 1969 la prova va ser inclosa en el calendari del Campionat d'Europa i el 1977 i 1978, en el de la FIA Cup for Rally Drivers, copa que fou predecessora de l'actual campionat Mundial de Ral·lis. El 1978, uns dies abans de la seva celebració, el ral·li va patir problemes amb l'itinerari que varen ocasionar la supressió dels trams de terra que havien de discórrer pel Canal d'Isabel II, motiu pel qual a més dels d'asfalt només se'n varen córrer tres sobre terra. Aquests i altres problemes provocaren que el 1979 el ral·li baixés del coeficient 4 al 3 dins el campionat europeu.

### Dècada de 1980
D'ençà de 1983, la prova traslladà el seu centre d'operacions a la Costa Blanca, al sud del País Valencià, passant a anomenar-se primer Rally Sol - RACE i Rally RACE - Costa Blanca a partir de 1984.

## Ral·li RACE Històric
El 2009, el Club Deportivo Rally RACE Histórico recuperà la històrica prova amb el nom de Rally RACE Histórico, ara puntuable per al Campionat d'Espanya i d'Europa de Ral·lis Històrics, tant en la modalitat de velocitat com en la de regularitat.

## Palmarès
| Any  | Edició                        | Pilot               | Copilot               | Automòbil                  | Campionat    |
| ---- | ----------------------------- | ------------------- | --------------------- | -------------------------- | ------------ |
| 1953 | 1º Rally Nacional del RACE    | ?                   | ?                     | ?                          |              |
| 1954 | 2º Rally Nacional del RACE    | Luciano Eliakin     | Julián Celaya         | Panhard Dyna               |              |
| 1955 | 3º Rally Nacional del RACE    | ?                   | ?                     | ?                          |              |
| 1956 | 4º Rally Nacional del RACE    | Josep Humet         | J. Jiménez            | Pegaso                     |              |
| 1957 | 5º Rally Nacional del RACE    | ?                   | ?                     | ?                          |              |
| 1958 | 6º Rally Nacional del RACE    | Estanislao Reverter | Antonio Reverter      | Panhard Z1                 |              |
| 1959 | 7º Rally Nacional del RACE    | Estanislao Reverter | Antonio Reverter      | DB Panhard                 |              |
| 1960 | 8º Rally Nacional del RACE    | Pablo Menzel        | ?                     | ?                          |              |
| 1961 | 9º Rally Nacional del RACE    | Juan Fernández      | Ramon Grifoll         | BMW 700                    |              |
| 1962 | 10º Rally Nacional del RACE   | ?                   | ?                     | ?                          |              |
| 1963 | 11º Rally Nacional del RACE   | ?                   | ?                     | ?                          |              |
| 1964 | 12º Rally Nacional del RACE   | Arturo Cortés       | Paco Godia            | Porsche GTS 904            |              |
| 1965 | 13º Rally Nacional del RACE   | Juan Fernández      | A. Saens Clery        | Porsche GTS 904            | ERC, Esp     |
| 1966 | 14º Rally Nacional del RACE   | Leo Cella           | Luciano Lombardini    | Lancia Flavia Zagata       |              |
| 1967 | 15º Rally RACE                | Sandro Munari       | Claudio Lombardini    | Lancia Fulvia HF           | ERC          |
| 1968 | 16º Rally RACE                | Pauli Toivonen      | Urpo Vihervaara       | Porsche 911 T              | ERC, Esp     |
| 1969 | 17º Rally España              | Harri Källström     | Gunnar Häggbom        | Lancia Fulvia 1.6 Coupe HF | ERC, Esp     |
| 1970 | 18º Rally España              | Jean-Pierre Nicolas | David Stone           | Alpine-Renault A110 1600 S | ERC, Esp     |
| 1971 | 19º Rallye RACE España        | Jean-Pierre Nicolas | Jean Todt             | Alpine-Renault A110 1860   | ERC, Esp     |
| 1972 | 20º Rallye RACE España        | Salvador Cañellas   | Daniel Ferrater       | Seat 124-1600              | ERC, Esp     |
| 1973 | 21º Ral·li RACE               | Jorge Babler        | Ricardo Antolín       | Seat 124-1800              | Esp          |
| 1974 | 22º Rally RACE de España      | Antoni Zanini       | Eduardo Martínez-Adam | Seat 1430-1800             | ERC, Esp     |
| 1975 | 23º Rally RACE de España      | Antoni Zanini       | Eduardo Martínez-Adam | Seat 1430-1800             | Esp          |
| 1976 | 24º Rally RACE de España      | Jorge de Bagration  | Manuel de Barbeito    | Lancia Stratos HF          | ERC          |
| 1977 | 25º RACE Rallye de España     | Michèle Mouton      | Françoise Conconi     | Porsche 911 Carrera RS     | ERC, FIA Cup |
| 1978 | 26º RACE Rallye de España     | Tony Carello        | Maurizio Perissinot   | Lancia Stratos HF          | ERC, FIA Cup |
| 1979 | 27º Rally RACE de España      | Jorge de Bagration  | Núria Llopis          | Lancia Stratos HF          | Esp          |
| 1980 | 28º Rally RACE                | Antoni Zanini       | Jordi Sabater         | Porsche 911 SC             | ERC          |
| 1981 | 29º Rally RACE                | Adartico Vudafieri  | Arnaldo Bernarcchini  | Fiat 131 Abarth            | ERC, Esp     |
| 1982 | 30º Rally RACE                | Andrea Zannusi      | Arnaldo Bernacchini   | Fiat 131 Abarth            | ERC          |
| 1983 | 31º Rally Sol - RACE          | Miki Biasion        | Tiziano Siviero       | Lancia Rally 037           | ERC          |
| 1984 | 32º Rally RACE - Costa Blanca | Carlo Capone        | Sergio Cresto         | Lancia Rally 037           | ERC, Esp     |
| 1985 | 33º Rally RACE - Costa Blanca | Miki Biasion        | Tiziano Siviero       | Lancia Rally 037           | ERC, Esp     |
| 1986 | 34º Rally RACE - Costa Blanca | Salvador Servià     | Jordi Sabater         | Lancia Rally 037           | ERC          |